# Ton Gubbels (politicus)
Antonius Gerardus Hubertus (Ton) Gubbels (Roggel, 7 januari 1932 – Heel, 12 december 1984) was een Nederlands politicus van de KVP en later het CDA.
Hij werd geboren als zoon van Godefridus Gubbels (1885-1958; slager en landbouwer) en Maria Elisabeth Hubertina Dings (1888-1968). Aan het begin van zijn loopbaan is hij werkzaam geweest bij de gemeenten Grathem, Haelen, Heythuysen en Meijel. Bij die laatste gemeente was Gubbels waarnemend gemeentesecretaris voor hij in april 1969 benoemd werd tot burgemeester van Broekhuizen. In maart 1976 volgde zijn benoeming tot burgemeester van de gemeenten Amstenrade en Oirsbeek en na de grote Limburgse gemeentelijk herindeling van 1982 werd Gubbels de burgemeester van zowel Heel en Panheel als van Grathem. Bijna drie jaar later overleed hij tijdens die burgemeesterschappen op 52-jarige leeftijd. Jacques Gubbels, zijn oudste broer, was eveneens burgemeester en wel van de gemeente Roggel in de periode 1951 tot 1983.